# Oregon high desert
De Oregon high desert (hoge woestijn van Oregon) is een streek in de Amerikaanse deelstaat Oregon, ten oosten van het Cascadegebergte en ten zuiden van de Blue Mountains, in het centrale en oosten van de staat. De streek is relatief droog en heeft een gemiddelde hoogte van 1200 meter, wat de naam verklaard.
Een van de grotere plaatsen in de streek is Burns. De Oregon high desert wordt ingedeeld in een noordelijk en een zuidelijk deel.

## Zuidelijk deel
In de ruimste omschrijvingen van de Woestijn van het Grote Bekken wordt het zuidelijke deel van de Oregon high desert tot de Woestijn van het Grote Bekken gerekend. In elk geval behoren het centrale en westelijke deel van de zuidelijke Oregon high desert tot het hydrografische Grote Bekken. Dit laatste is een geheel van verschillende aaneengesloten endoreïsche stroomgebieden. In de Oregon high desert gaat het onder meer om de stroomgebieden van het Harney Basin (met Malheur Lake en Harney Lake) en dat van Lake Abert. Het zuidoosten van de Oregon high desert behoort tot het stroomgebied van de Owyhee, een zijrivier van de Snake. Het uiterste westen van het zuidelijke deel behoort tot het stroomgebied van de Klamath

## Noordelijk deel
Het noordelijk deel van de Oregon high desert vormt een deel van het ruimere Columbiaplateau. Hier valt meer neerslag dan in het zuidelijk deel, wat de teelt van luzerne en hooi op industriële schaal mogelijk maakt. Publiek landbezit is voornamelijk in handen van het Bureau of Land Management. Dit overheidsagentschap beheert meer dan 78.000 vierkante kilometer.

## Klimaat en ecologie
De Oregon high desert wordt gekenmerkt door slechts een matige ariditeit. In sommige delen valt er zo'n 380 mm neerslag per jaar, wat niet bijzonder weinig is. De regio is vooral droog in vergelijking met het natte westen van Oregon. In tegenstelling tot zijn naam wordt het grootste deel van de streek niet gekenmerkt door een woestijnklimaat, maar door een koud halfwoestijnklimaat. In biologisch opzicht valt de streek te classificeren als steppe en scrubland (kreupelhout).
Er zijn echter delen, zoals de Alvord Desert, waar maar 180 mm neerslag per jaar valt. Burns heeft een gemiddelde neerslag van zo'n 277 mm, net voldoende om geen koud steppeklimaat te hebben. Burns en omgeving wordt gekenmerkt door een mediterraan landklimaat (Köppen Dsb).
Sagebrush (een soort alsem) en Oregon sunshine (Eriophyllum lanatum) zijn de meest voorkomende planten in de Oregon high desert. Juniperus occidentalis (een soort jeneverbes) is de meest voorkomende boom. Veel voorkomende zoogdieren zijn de pronghorn, de coyote, het muildierhert, de zwartstaartezelhaas en de poema. Veelvoorkomende vogels zijn de waaierhoen, californische kuifkwartel en prairievalk.

## Geschiedenis
De Oregon Trail, een belangrijke migratieroute in de negentiende eeuw volgde de Snake en maakte zo een boog rond de Oregon High Desert. De meeste migranten vanuit het oosten hadden de Willamettevallei in Oregon als bestemming. Deze vruchtbare vallei ligt ten westen van de Oregon High Desert.
In 1845 probeerde voormalig bontjager Stephen Meek een kortere route tussen de vlakte van de Snake bij Vale in het oosten en het zuidelijke deel van de Willamettevallei in het westen. Deze route was ongeveer 210 kilometer korter voor bestemmingen in het zuiden van de Willamettevallei. Meek nam ongeveer 1000 migranten mee op wat een heel moeilijke reis zou worden. De route voerde immers dwars door de Oregon High Desert. Meek volgde de Malheure stroomopwaarts naar het Harney Basin en passeerde Wagontire Mountain. Vervolgens raakte de groep de weg kwijt bij de Crooked River. Uiteindelijk kon men de rivier de Deschutes volgen die uitkwam bij de The Dalles aan de Columbia. Ondanks het slechter wedervaren van Meek werd in 1852 en 1853 vanuit de Willamettevallei een "weg" aangelegd over de Cascades (richting Oregon High Desert). Deze weg moest de zuidelijke Willamettevallei verbinden met de route van Meek en zou gratis zijn, in tegenstelling tot de Barlow Road die de Cascades bij de Columbia overstak. In de lente van 1853 vertrok een tweede groep onder leiding van Elijah Elliott uit Vale westwaarts. Ook zij ondervonden veel problemen, maar konden de Cascades wel oversteken. In 1854 volgde nog een groep onder leiding van William Macy die de route zonder veel problemen aflegde, maar nadien zou deze route doorheen de Oregon High Desert nog maar weinig gebruikt worden.